# Rainer Schell
Rainer Schell (* 11. Juli 1917 in Bautzen; † 2000 in Weilheim in Oberbayern) war ein deutscher Architekt, Designer und Maler, der für Bonn, Göttingen, Soest und Mainz öffentliche Gebäude entwarf. Er war Meisterschüler von Egon Eiermann und ein typischer Vertreter der Architektur der Moderne.
Rainer Schell hatte sein Architekturbüro in Wiesbaden. Sein Archiv wurde nach der Auflösung seines Büros nicht vernichtet, wie irrtümlich vermutet, sondern dem Stadtmuseum Wiesbaden übergeben.

## Bauten

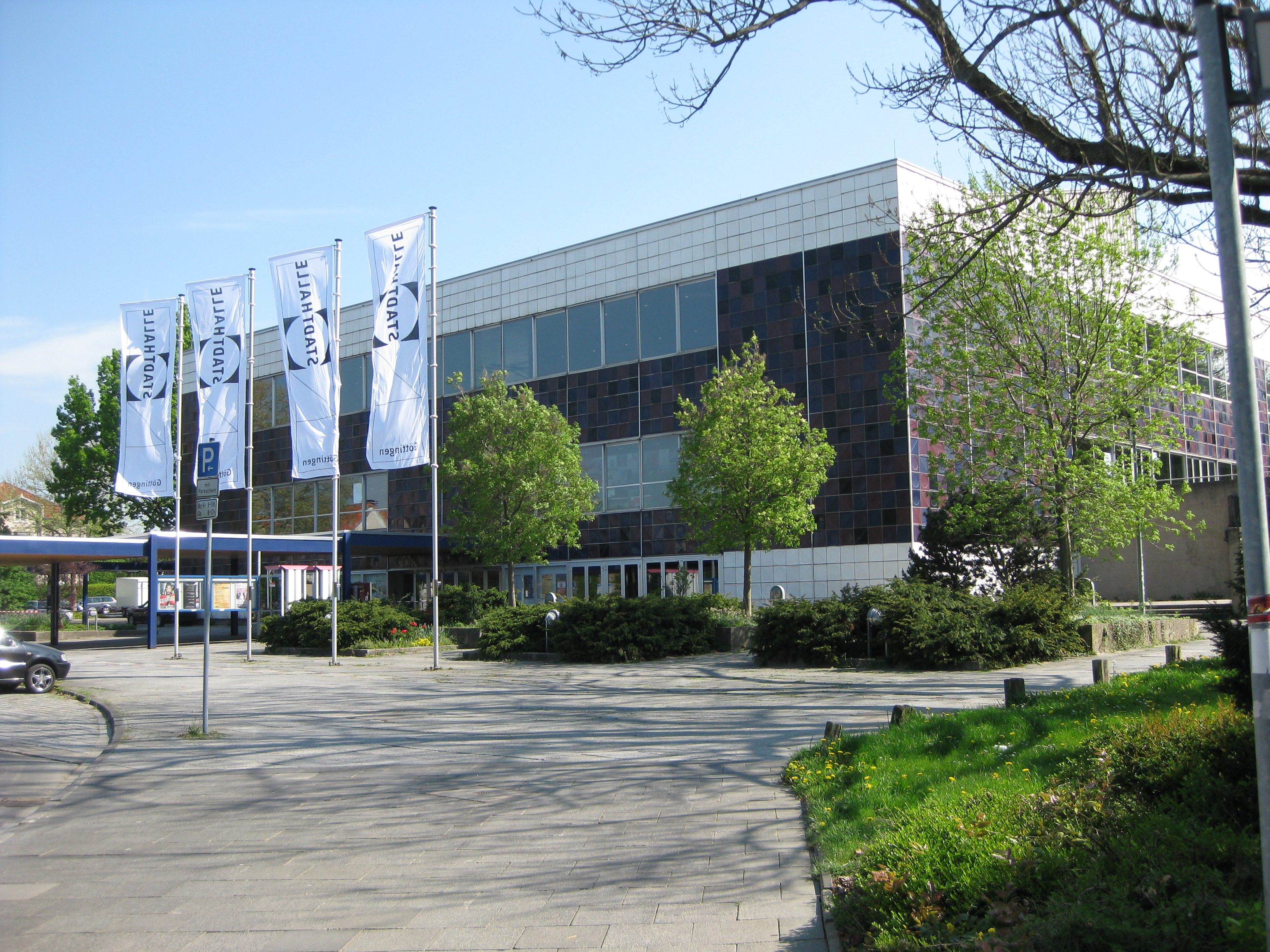
Stadthalle Göttingen

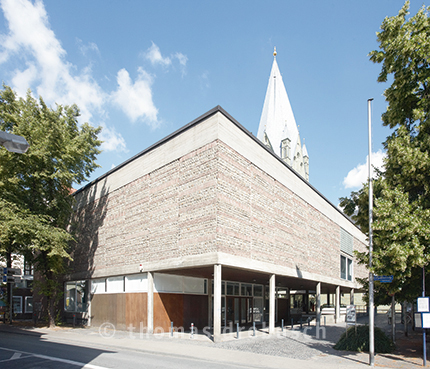
Wilhelm-Morgner-Haus, Soest

- 1961–1962: Wilhelm-Morgner-Haus in Soest
Der flache Stahlbeton-Skelettbau, dessen Fassade abwechselnd mit Streifen aus Backstein und Feldsteinen verkleidet ist, gehört als typisches Bauwerk der frühen 1960er-Jahre zu den jüngsten Baudenkmälern der Stadt.[5]
- 1961–1964: Stadthalle Göttingen[6][7]
- 1962: evangelische Christuskirche in Niederlahnstein[8][9]
- 1962–1963: Erweiterungsbau des Gutenberg-Museums in Mainz (zum 2000-jährigen Stadtjubiläum)[10][11], Abriss geplant
- 1957–1963: evangelische Erlöserkirche im Wiesbadener Stadtteil Mainz-Kastel[12][13]
- 1963: evangelische Stephanuskirche im Wiesbadener Stadtteil Mainz-Kostheim[13]
- 1964: evangelische Thomaskirche in Wiesbaden[13][14]
- 1963–1965: evangelische Johanneskirche in Offenbach am Main[15]
- 1965: Medical Research Institute in Göttingen[16]
- 1965: Goethe-Institut in Paris, Avenue d’Iéna 17[17]
- 1967: Neubau des kriegszerstörten Rheinischen Landesmuseums Bonn[18]
- um 1968: Bürgerhaus in Lindenfels[2]
- 1972–1974: Stadthalle in Dillenburg (Sichtbetonbau)
- 1974: evangelische Markuskirche in Bad Kreuznach[19]
- 1974: Regionalmuseum DreiGiebelHaus in Xanten[2][20]